# Pine Knoll Shores
Pine Knoll Shores – miasto w Stanach Zjednoczonych, w stanie Karolina Północna, w hrabstwie Carteret.